# Cosa Nostra Fonográfica
Cosa Nostra é uma gravadora pertencente a grupos de rap como RZO, Conexão do Morro, U-Time, Rosana Bronks e Racionais MC's.

## História
A gravadora tem gravado discos dos Racionais MC's desde o lançamento do álbum Sobrevivendo no Inferno. A Cosa Nostra também produziu o álbum Rap É Compromisso! do rapper Sabotage no ano 2000 em entrevista Mano Brown diz que viu muito potencial no Sabotage e nessas reuniões com ele acabaram decidindo gravar o CD pela gravadora. Uma curiosidade é o álbum "1000 Trutas, 1000 Tretas" do grupo lançado em 2006 com a música Jesus Chorou no Camarim antes do grupo se apresentar Ice Blue e Mano Brown, algumas imagens do passado aparecem comprimentando o rapper em um trecho da mesma música Mano Brown cita Sabotage, entre outros artistas que pregaram a paz em suas canções como Bob Marley, Marvin Gaye.